# NGC 3973
NGC 3973 (również PGC 37439) – galaktyka spiralna (S), znajdująca się w gwiazdozbiorze Lwa. Odkrył ją 15 marca 1855 roku R.J. Mitchell – asystent Williama Parsonsa.